# Anitta
Cet article concerne le roi hittite. Pour la chanteuse, voir Anitta (chanteuse).
Anitta, fils de Pithana, était roi de Kuššar, une ville qui n'a pas encore été localisée. 

## Les annales d'Anitta

Tentative de placement géographique des principales villes citées dans les annales d'Anitta en Anatolie Centrale. Les cercles orange indiquent les villes modernes, les points rouges avec noms en italique indiquent les sites archéologiques. Enfin, en noir sont indiqués les noms anciens qui, hormis pour Hattuš, Kaniš, et Šamuḫa, sont placés approximativement et sujets à vives discussions.

Ses annales, qui relatent ses faits d'armes et ceux de son père, sont rédigées à la première personne est partiellement conservées grâce à plusieurs fragments de tablettes cunéiformes découvertes dans la capitale hittite Hattuša. En effet, le texte a été recopié plusieurs fois à travers les siècles, soulignant l’intérêt que celui-ci a suscité à travers l'histoire hittite. Le plus souvent, on suppose qu'il s'agit en fait d'une compilation à partir de plusieurs documents anciens. L'exemplaire le plus ancien connu (A) est par ailleurs considéré comme le plus ancien document en langue hittite. Ce fragment, VAT 7479, est daté entre la fin du XVIIe siècle av. J.-C. et le milieu du XVIe siècle av. J.-C. Les trois autres copies connues (B, C et D) datent de la période de l'Empire hittite. La première édition complète a été publiée par E. Neu en 1974.
Le texte indique que le père d’Anitta, Pithana, a conquis Nesa (Kültepe), et que son fils y installa le trône dynastique. Lui succédant, Anitta a agrandi le royaume de Pithana, et conquit notamment le pays de Zalpa. Les passages conservés relatent également la défaite du roi du pays de Hatti, Piyušti, qui a été vaincu et dont la ville principale Hattuš (qui deviendra Hattuša, la future capitale hittite), a été détruite et maudite.

## Autres sources

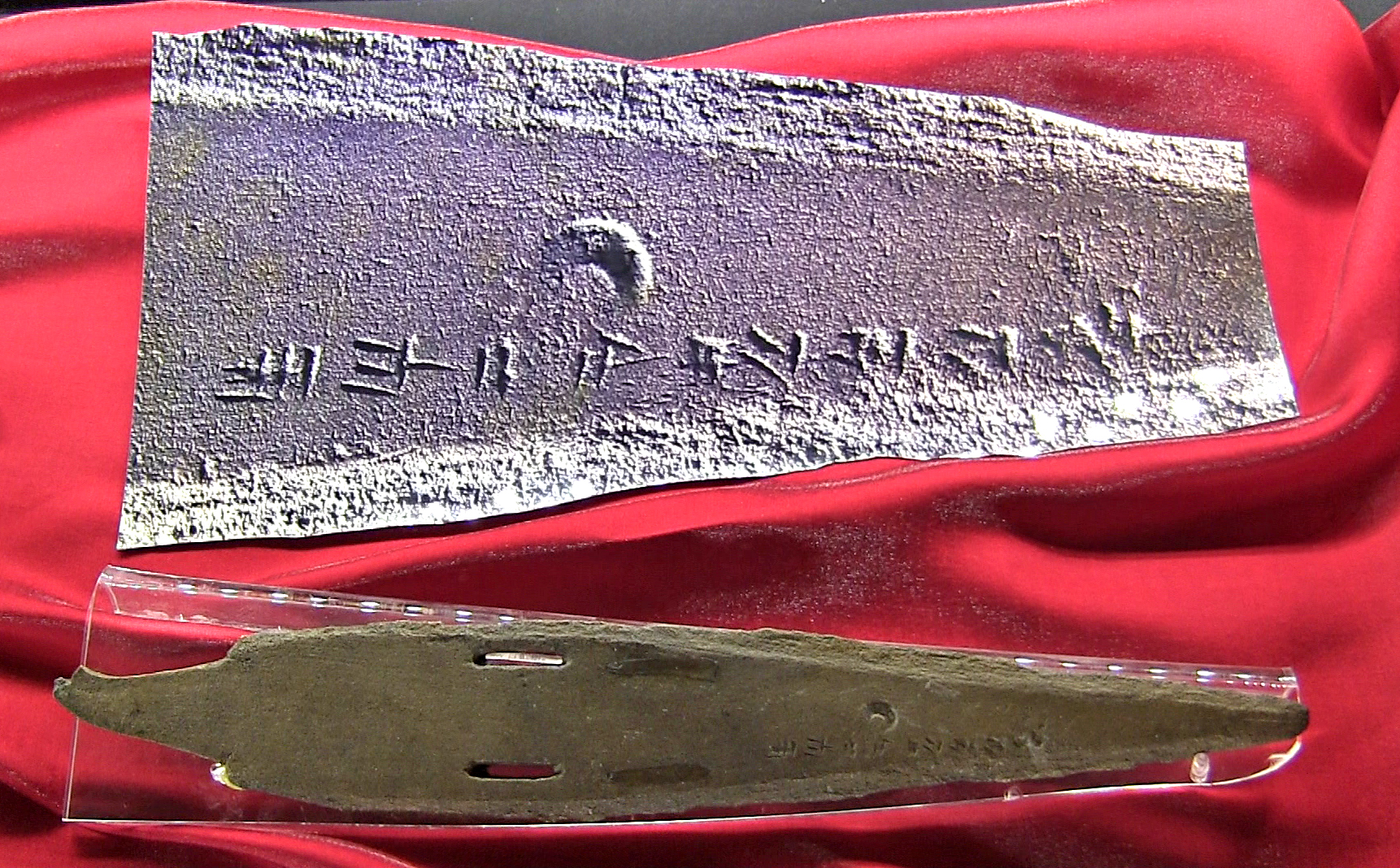
Poignard en bronze portant l'inscription du roi Anitta

Le nom d’Anitta apparaît dans une inscription sur un poignard trouvé à Kültepe en 1954. Celle-ci se transcrit par «É.GAL a-ni-ta ru-ba-im», c'est-à-dire « palais d'Anitta, le prince », et on trouve également des mentions de son nom dans des textes contemporains de son règne, découverts à Kültepe et à Alişar Höyük.